# Carlos Brunocilla
Carlos Alberto Brunocilla, mais conhecido como Mestre Carlinhos Brunocilla (11 de setembro de 1953 — Rio de Janeiro, 15 de fevereiro de 2014) foi lutador brasileiro e filho de Fausto Brunocilla. Um dos maiores nomes da luta livre esportiva no mundo, foi o responsável pela formação de grandes nomes da modalidade no país, como Marco Ruas, Hugo Duarte e Eugênio Tadeu.
A Copa Mestre Carlos Brunocilla, que a Federação Amazonense de Submission (FASUB) promove anualmente, recebeu este nome em sua homenagem.

## Morte
Brunocilla foi morto a tiros em fevereiro de 2014, quando saía da quadra da escola de samba União da Ilha do Governador, na Zona Norte do Rio.